# Spalacomimus talpa
Spalacomimus talpa är en insektsart som först beskrevs av Gerstaecker 1869.  Spalacomimus talpa ingår i släktet Spalacomimus och familjen vårtbitare. Inga underarter finns listade i Catalogue of Life.